# لیک ویندزور (ویسکانسین)
لیک ویندزور (به انگلیسی: Lake Windsor) یک منطقهٔ مسکونی در ایالات متحده آمریکا است که در شهرستان دان، ویسکانسین واقع شده است. لیک ویندزور ۲۶۹٫۱۴ متر بالاتر از سطح دریا واقع شده است.